# إليزابيث يورك

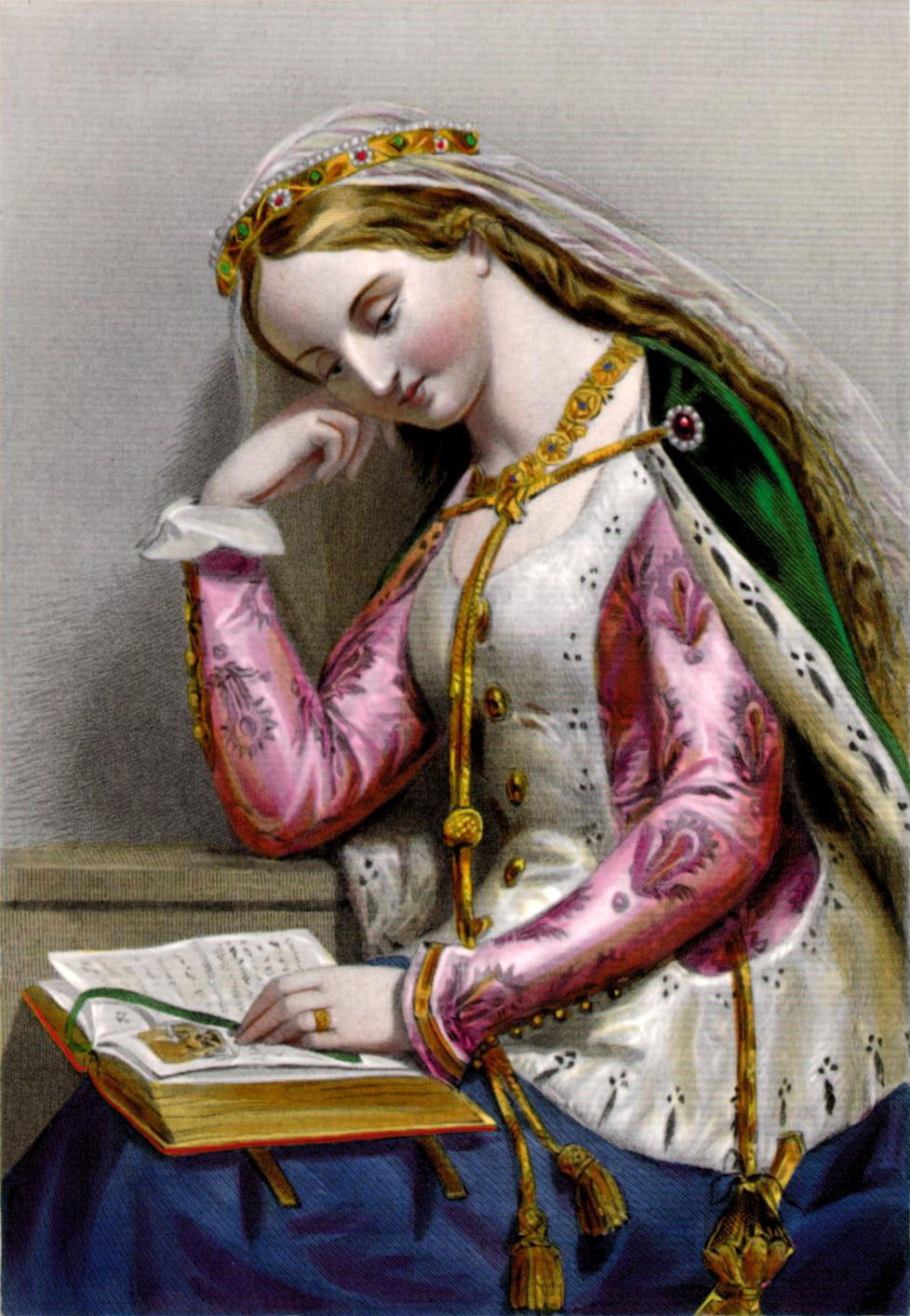
إليزابيث يورك

إليزابيث يورك (بالإنجليزية: Elizabeth of York)‏ ولدت في 1466 وتوفيت في 1503 هي ابنة الملك إدوارد الرابع وزوجته إليزابيث وودفيل، كان عهد والدها مليئا بالكوارث التي أدت إلى وفاة شقيقيها إدوارد الخامس والأمير ريتشارد دوق يورك فيما بعد، وقد تزوجها الملك هنري السابع وأحبها وعاشت معه حياة هنيئة أنجبت خلالها سبعة أبناء كانت الزوجة الأولى للملك هنري السابع وتوفت بالسابعة والثلاثين من عمرها.
اختفى أشقاء إليزابيث الأصغر (الأمراء في البرج) في ظروف غامضة بعد وقت قصير من وفاة والدها الملك إدوارد الرابع. أعلنت عدم شرعية زواج والديها إدوارد وإليزابيث وودفيل، جاء هذا الإعلان بموجب قانون البرلمان 1484 (تيتولوس ريجيوس). استقبلها عمها الملك ريتشارد الثالث لاحقاً في البلاط الملكي. بدا الانتصار النهائي لفصيل لانكاستر في حرب الوردتين بمثابة كارثة أخرى لأميرة يورك، لكن هنري تيودور عرف كيف يدعم غزوته، ووعدها بالزواج قبل وصوله إلى إنجلترا.
لم يكن لإليزابيث دورًا سياسيًا واضحًا، لكن زواجها كان ناجحًا وسعيدًا. توفي ابنها الأكبر آرثر أمير ويلز عن عمر يناهز 15 عامًا في عام 1502، وتوفي لها ثلاثة أطفال آخرين. تولى ابنها الثاني الحكم ولقب بـ هنري الثامن ملك إنجلترا، بينما أصبحت ابنتاها مارغريت وماري عقيلات الملك في اسكتلندا وفرنسا على التوالي.

## نشأتها ونسبها

### الولادة
ولدت إليزابيث يورك في قصر وستمنستر، وهي الابنة الأكبر للملك إدوارد الرابع وزوجته إليزابيث وودفيل، عُمدت في كنيسة وستمنستر كان العرابون جداتها جاكيتا من لوكسمبورغ وسيسيلي نيفيل في حين العراب الثالث هو ابن خالها ريتشارد نيفيل إيرل وارويك السادس عشر.
خُطبت إليزابيث عندما كانت في الثالثة من عمرها لجورج نيفل، الذي أعد ليكون دوق بيدفورد، لم تستمر هذه الخطوبة طويلًا بسبب دعم والد جورج لإيرل وارويك في تمرده ضد الملك إدوارد الرابع، لاحقاً وافق لويس الحادي عشر ملك فرنسا على زواج إليزابيث يورك البالغة من العمر تسع سنوات من ابنه تشارلز (دوفين فرنسا) في عام 1475، لم يلتزم لويس الحادي عشر بوعده، وسميت إليزابيث بسيدة الرباط في عام 1477، أصبحت دوقة سوفولوك في سن الحادية عشرة.

### شقيقة الملك إدوارد الخامس
توفي والد إليزابيث الملك إدوارد الرابع في 9 أبريل 1483، كان موته مفاجئًا وتولى العرش شقيقها الأصغر إدوارد الخامس، عين عمها ريتشارد دوق غلوستر وصيًا على العرش وحاميًا لأبناء أخيه، سعى غلوستر لإبعاد أبناء أخيه عن أقاربهم في وودفيل، بما في ذلك والدتهم.
كان إدوارد الخامس أميرًا على ويلز، وأثناء سفره من لودلو إلى لندن لتتويجه كملك، اعترضه غلوستر ووضعه في المقر الملكي في برج لندن بحجة حمايته. هربت إليزابيث وودفيل مع ابنها الأصغر ريتشارد وبناتها، ولجأت إلى كنيسة وستمنستر، طلب غلوستر من رئيس الأساقفة بورشير أن يسمح له باصطحاب ريتشارد وأخذه إلى البرج إلى جانب أخيه، وافقت إليزابيث وودفيل على ذلك مجبرة.
أعلنت عدم شرعية زواج الملك إدوارد الرابع في 22 يونيو 1483، وانتشر أنه كان مخطوبًا للسيدة إليانور بتلر حين زواجه من إليزابيث وودفيل. أصدر البرلمان مشروع قانون تيتولوس ريجيوس (اللقب الملكي) لدعم هذا الموقف، أدى هذا الإجراء إلى إهانة أطفال إدوارد الرابع، وأصبحوا غير مؤهلين للخلافة. أعلن غلوستر ملكًا شرعيًا، وعاد حق الخلافة إلى أبناء جورج، دوق كلارنس الأول، وهو شقيق آخر لغلوستر كان قد أدين سابقًا في عام 1478، تولى غلوستر زعامة العرش باسم ريتشارد الثالث في 6 يوليو 1483. اختفى إدوارد وريتشارد بعد ذلك بفترة وجيزة، بدأت الشائعات تنتشر حول مقتلهم، كان مصدر هذه الشائعات متنوع ونسب بعضها إلى خارج البلاد.

### ابنة أخت الملك ريتشارد الثالث
تحالفت والدة إليزابيث مع السيدة مارغريت بوفورت وهي والدة هنري تيودور (لاحقًا الملك هنري السابع)، قدم هنري نفسه على أنه أحق المطالبين بالعرش من عائلة لانكاستر، كانت مطالبة هنري تيودور بالعرش ضعيفة، على الرغم من انحداره من عائلة الملك إدوارد الثالث، يعود السبب إلى قانون صدر عن البرلمان في عهد ريتشارد الثاني في تسعينيات القرن الرابع عشر، منع هذا القانون النسل الشرعي لأجداد هنري (جون غونت وكاثرين سوينفورد) من تولي الحكم، اتفقت والدة هنري وإليزابيث وودفيل على ضرورة التحرك للمطالبة بالعرش، ووعد هنري الزواج من إليزابيث يورك بمجرد توليه الحكم، بهدف دعم موقفه ومطالبته بالحكم. أقسم هنري تيودور اليمين واعدًا بالزواج من إليزابيث يورك في ديسمبر 1483، في كاتدرائية رين وبدأ بعدها التحضير لغزوته.
غادرت إليزابيث يورك وأخواتها كنيسة وستمنستر وعادت إلى بلاط الملك في عام 1484، عقد حينها الصلح بين إليزابيث وودفيل وريتشارد الثالث. ما يشير إلى أن إليزابيث وودفيل اقتنعت ببراءة ريتشارد الثالث بمسألة قتل ولديها، ترددت شائعات بأن ريتشارد الثالث كان ينوي الزواج من إليزابيث يورك، كانت زوجته آن نيفيل تحتضر ولم يكن لديهم أطفال على قيد الحياة، أبعد ريتشارد الثالث إليزابيث عن البلاط الملكي بعد وقت قصير من وفاة آن نيفيل، وأرسلها إلى قلعة الشريف هاتون، وبدأ مفاوضات مع جواو الثاني ملك البرتغال بشأن زواجه من أخته جوان وزواج إليزابيث من ابن عمهم مانويل دوق فيسيو وبيجا (لاحقاً. ملك البرتغال).
وصل هنري تيودور وجيشه إلى ويلز في 7 أغسطس 1485 وساروا إلى الداخل. خاض هنري تيودور وريتشارد الثالث معركة بوسوورث فيلد في 22 أغسطس. كان جيش ريتشارد الثالث كبيرًا، لكنه تعرض للخيانة من قبل أحد أقوى أتباعه (ويليام ستانلي). توفي ريتشارد في المعركة، وتولى هنري تيودور العرش تحت اسم هنري السابع.

## زوجة الملك هنري السابع
عرف هنري السابع أهمية زواجه من إليزابيث يورك لضمان استقرار حكمه وإضعاف مطالبات الأعضاء في أسرة يورك الآخرون، رغب هنري في البداية أن يتولى الحكم لوحده، واعتبر أن استحقاقه للعرش كان بفوزه بالغزو وليس بزواجه من الوريثة الفعلية لأسرة يورك، ولم يكن لديه نية لتقاسم السلطة.
ألغى هنري السابع قانون تيتولوس ريجيوس، وبالتالي أعيدت الشرعية لأبناء إدوارد الرابع، والاعتراف بإدوارد الخامس كسابق له، طلب هنري وإليزابيث الحصول على إعفاء بابوي للزواج بسبب قانون الكنيسة الذي كان يستاء من زواج الأقارب (ينحدر هنري وإليزابيث من جون غونت وشقيقه الأصغر إدموند في الدرجة الرابعة)، وهي مسألة حساسة قد تودي في الكثير من الأحيان إلى الخلاف والقتل/ أرسل طلبان للحصول على الموافقة، كان الطلب الأول محليًا، واستغرق الطلب الثاني الكثير من الوقت لوصوله إلى روما وعودته. جاءت الموافقة عليه من قبل المرسوم البابوي للبابا إنوسنت الثامن بتاريخ مارس 1486 (بعد شهر واحد من الزفاف) والذي ينص على أن البابا ومستشاريه يوافقون على تأكيد وتثبيت الزواج والصداقة بين الملك هنري السابع عشر من عائلة لانكاستر والأميرة النبيلة إليزابيث من عائلة يورك.
أراد هنري أن يكون الجميع متأكدًا من شرعية زواجه من إليزابيث، صُدق الطلب محليًا ثم أرسل إلى المندوب البابوي في إنجلترا واسكتلندا من أجل الموافقة التي عادت في يناير 1486، ترأس الكاردينال بورشير، رئيس أساقفة كانتربري، حفل زفاف هنري السابع وإليزابيث يورك في 18 يناير 1486 في كنيسة وستمنستر. ولد ابنهما الأول (آرثر) في 20 سبتمبر 1486، بعد ثمانية أشهر من زواجهما. توجت إليزابيث يورك ملكةً في 25 نوفمبر 1487. أنجبت العديد من الأطفال، بقي منهم أربعة فقط على قيد الحياة وهم: آرثر، ومارغريت، وهنري، وماري.
أثبت زواج إليزابيث وهنري نجاحه على الرغم من كونه ترتيبًا سياسيًا في البداية، إذ أغرم الأثنان ببعضهما بعد الزواج.

## الأبناء
قد أنجبت لهنري سبعة أبناء وهم
- آرثر أمير ويلز المتوفي.
- الأميرة مارغريت /لاحقا مارغريت ملكة إسكتلندا.
- الأمير هنري / لاحقا هنري الثامن.
- الأميرة إليزابيث تيودور.
- الأميرة ماري/لاحقا ماري تيودور ملكة فرنسا.
- الأمير إدموند تيودور توفي شاب.
- الأميرة كاترين تيودور.

## الوفاة
كانت إليزابيث حاملا بطفلها السابع و كانت تنزف بشدة وحزينة على وفاة أبنها الأكبر أرثر أمير ويلز كان هنري خائفا على زوجته إليزابيث حتى أنجبت طفلتها السابعة كاثرين تيدور التي لم تعيش أكثر من ثلاثة أشهر وتوفت نزيفا عند الولادة الصعبة بعمرها السابعة والثلاثين.

## وصلة خارجية
صورة إليزابيث يورك من إنكلترا[وصلة مكسورة]